# Licaria clarensis
Licaria clarensis är en lagerväxtart som beskrevs av Van der Werff. Licaria clarensis ingår i släktet Licaria och familjen lagerväxter. Inga underarter finns listade i Catalogue of Life.